# Metro Directo
Metro Directo va ser un diari gratuït en llengua castellana de la cadena sueca Metro International, la més gran del món en el sector. Des de l'any 2001, tenia edicions a Alacant, Castelló de la Plana, Catalunya i València. I també a Andalusia, Aragó, Canàries, Castella-La Manxa, Galícia, Euskadi, Madrid i Sevilla.
Aquestes edicions van deixar de publicar-se el 29 de gener de 2009; l'empresa ho va atribuir a la crisi econòmica i la caiguda de publicitat.
Publicava en 18 idiomes, amb 70 edicions diferents a 20 països d'Europa, Àsia i Amèrica, i 21,5 milions de lectors.